# Эдрик Стреона
Эдрик Стреона (англ. Eadric Streona; умер в 1017 году) — крупный англосаксонский аристократ и землевладелец, элдормен Мерсии с 1007 по 1017 год. Был убит по приказу Кнуда Великого. Прозвище Эдрика «Стреона» впервые появляется в Картулярии Хемминга и переводится как «Приобретатающий» или «Хапуга», потому что он присвоил себе церковную землю и средства. Эдрик приобрел дурную славу в Средние века из-за своих предательских действий во время датского завоевания Англии.

## Ранняя жизнь

### Семья
Семья Эдрика, похоже, имела значительные влияние и владения в Шропшире и Херефордшире. Хронист Иоанн Вустерский называет отца Эдрика Этельриком, тэном, который посещал королевский двор Этельреда II с конца 980-х годов. Его братьями были Бритрик, Эльфрик, Год, Этельвин, Этельвард и Этельмер.
Незадолго до 1009 года Эдрик женился на Эдгит (Эдит), дочери короля Этельреда II. Это был политический брак, призванный укрепить союзы. Несмотря на то, что Эдрик много лет служил Этельреду, в конечном итоге он несколько раз изменил своей присяге и предал семью своей жены. Нет никаких сведений о том, что у Эдрика и Эдгит были дети. Эдгит, вероятно, была второй женой Эдрика, поскольку, согласно Генриху Хантингдонскому, сын Эдрика Стреоны был ответственен за убийство короля Эдмунда Железнобокого. Этот сын, если бы он существовал, родился бы до того, как Эдрик женился на Эдгит, ибо любой ребенок Эдгита был бы слишком молод, чтобы совершить убийство в 1016 году, когда умер король Эдмунд.

### Начало карьеры
Сам Эдрик впервые упоминается в источниках в качестве свидетеля грамот вместе с отцом и братом Бритриком в 1002 году . В 1006 году Эдрик Стреона организовал убийство элдормена Нортумбрии Эльфхельма. Эдрик пригласил его на пир в Шрусбери, где приветствовал его как близкого друга. Через несколько дней Эдрик пригласил Эльфхельма на охоту в лес, где последний был убит. Через некоторое время два сына Эльфхельма были ослеплены по приказу короля Этельреда II.
Эдрик появляется среди танов в аббатстве Сент-Олбанс, в котором он был назначен элдорменом Мерсии. Возможно, это было в 1007 году или около того, когда Эдрик женился на Иджит, дочери короля Этельреда II. Это может либо отражать, либо объяснять его внезапное возвышение, поскольку Иоанн Вустерский предполагает, что брак состоялся к 1009 году.

## Элдормен Мерсии

### Назначение
Эдрик был назначен элдорменом Мерсии в 1007 году. Эта должность была вакантной с 985 года, когда его предшественник Эльфрик Килд был отправлен в изгнание после того, как его обвинили в предательстве. Однако Эдрик, должно быть, был в лучших отношениях с королем Этельредом II, так как вскоре женился на его дочери Эдгит.
В это время Этельред II приказал построить новый флот военных кораблей в национальном масштабе, но это было ослаблено, когда Вулфгит, которого брат Эдрика Бритрик обвинил в измене, обратился к пиратству. Поскольку Англия теперь более уязвима для вторжения с моря, армия во главе с Торкеллом Длинным прибыла в 1009 году и нанесла ущерб большей части страны. В то время как Этельред хотел нанести военный ответный удар, Эдрик отговорил его. Эта нерешительность привела к еще двум годам конфликта и закончилась только тогда, когда Эдрик, находясь в Лондоне, наблюдал за выплатой 48 000 фунтов стерлингов датчанам на Пасху (13 апреля) в 1012 году. Также в это время велись переговоры о свободе Эльфия Кентерберийской, но архиепископ отказался от выкупа и был убит своими похитителями. В том же году Эдрик разорил церковь Святого Давида в Уэльсе.

### Вторжение
В 1013 году датский конунг Свейн Вилобородый прибыл в Англию с намерением захватить королевство и короновать себя королем Англии. К концу 1013 года английское сопротивление рухнуло, и Свейн завоевал Англосаксонское королевство. Позиция Эдрика на данный момент не ясна, но, по словам Роджера Уэндовера, Эдрик «пересек» канал в Нормандию с королевой Эммой «и сотней сорока солдатами». Этельред последовал за ними в январе 1014 года.
Однако ситуация внезапно изменилась, когда 3 февраля 1014 года Свейн Вилобородый скончался. Экипажи датских кораблей в Тренте, которые ранее поддерживали Свейна, немедленно присягнули на верность его сыну Кнуту. Однако главные английские дворяне послали делегацию на переговоры к Этельреду в Нормандию, чтобы он вернулся на английский престол. От него требовалось заявить о своей лояльности дворянам, провести реформы в отношении всего, что им ранее не нравилось, и простить все, что было сказано и сделано против него в его правление. Этельред вскоре вернул себе королевский трон с помощью норвежского конунга Олафа Харальдссона. Кнут вернулся в Данию, в то время как его союзники были наказаны за сотрудничество с ним.
В 1015 году в Оксфорде состоялся совет, на который Эдрик пригласил братьев Сигеферта и Моркара, которые были двумя тенами из Семи городов в Ист-Мидлендсе. К несчастью для них, Эдрик приказал их убить — возможно, из-за их сотрудничества с датчанами. Это позволило принцу Эдмунду конфисковать их земли.

### Возвращение датчан
Кнуд Великий прибыл из Дании в августе 1015 года в Сэндвич в Кенте с войсками вторжения в количестве около 200 кораблей, но сразу же отправился грабить в Дорсете, Уилтшире и Сомерсете. Эдрик собрал армию в Кошаме, где лежал больной король Этельред. Принц и наследник Эдмунд приехал к нему с севера, где лежали его новые территории. Считается, что Эдрик намеревался предать Эдмунда, но когда их силы объединились, он не смог. Армии разделились без происшествий, и вскоре Эдрик взял сорок кораблей из королевского флота, бежал к Кнуду и поступил к нему на службу.
Примерно под Новый год Эдрик сопровождал Кнута в Уорикшир, где они грабили, сжигали и убивали всех, кого встречали. Принц Эдмунд собрал армию, чтобы противостоять им, но его мерсийские отряды отказались сражаться с датчанами и распались. Эдмунд собрал еще одну армию и с помощью графа Утреда Нортумбрийского разграбил земли Эдрика в Стаффордшире, Шропшире и Чешире. Утред вернулся в свою оккупированную Нортумбрию, чтобы подчиниться Кнуду, но был убит и заменен Эриком Хоконссоном.
Английский король Этельред II скончался 23 апреля 1016 года в Лондоне. Его второй сын Эдмунд Железнобокий был избран королем того, что осталось от королевства его отца. Но у Эдмунда оставалось мало времени: датская армия двинулась на юг, в Лондон, Эдмунд ушел в Уэссекс, Эдрик и Кнуд Великий последовали за ним, и два безрезультатных сражения произошли при Пензелвуде в Сомерсете и Шерстоне в Уилтшире, которые длились два дня. Первая битва была кровавой, но безрезультатной. Во втором сражении Эдмунд Железнобокий одержал победу. Согласно Иоанну Вустерскому, в разгар битвы Эдрик отрубил голову воину по имени Осмир, который был очень похож на короля Эдмунда. Эдрик поднял отрубленную голову и закричал, чтобы англичане прекратили сопротивление, заявив о гибели их короля. Воины Эдмунда пришли в замешательство и начали бежать с поля битвы, но когда они поняли, что он все еще жив, сражались с ним до сумерек. Эдрик и Кнуд покинули битву и ночью вернулись в Лондон. Эдмунд вскоре спас Лондон, прогнав Эдрика и Кнуда и победив их после пересечения Темзы в Брентфорде, но сам он понес большие потери. Затем он отступил в Уэссекс, чтобы собрать свежие силы, и датчане снова осадили Лондон. Но после очередного неудачного штурма датчане отступили в Кент, подвергаясь нападению сторонников Эдмунда. После окончательного поражения в Отфорде Эдрик встретил Эдмунда в Эйлсфорде и был им благосклонно принят обратно на службу. Кнуд Великий отправился на север через море в Эссекс и поднялся по реке Оруэлл, чтобы опустошить Мерсию.

### Битва при Ассандуне
18 октября 1016 года датчане были атакованы армией Эдмунда, когда они отступали к своим кораблям, что привело к битве при Ассандуне. Это сражение состоялось в Эшингдоне на юго-востоке или в Эшдонена на северо-западе Эссекса. В последовавшей борьбе Эдрик, чье возвращение на английскую сторону, возможно, было уловкой, отвел свои войска с поля битвы и, как говорится в Англосаксонской хронике, «предал своего естественного лорда и весь народ Англии», что привело к решительному поражению англичан.
Король Англии Эдмунд Железнобокий и король Дании Кнуд Великий заключили мир по совету Эдрика на острове Ола близ Дирхерста. Было решено, что Англия будет разделена пополам на Темзе, Кнуд будут править на севере, а Эдмунд — на юге. Но Эдмунд Железнобокий прожил недолго, и Кнуд стал единоличным правителем Англии. Эдрик занимал свой пост элдормена Мерсии.

### Смерть
Находясь в королевском дворце в Лондоне, Эдрик был убит по приказу короля Кнуда вместе с тремя другими выдающимися английскими дворянами: Нортманом, сыном Леофвайна, Этельвердом, сыном Этельмера Крепкого, и Брихтриком, сыном Эльфхеаха, элдорменом Девона. Согласно Encomium Emmae, это было сделано на основании заявления о том, что казненные не сражались «добросовестно» за своего сюзерена Эдмунда и «кого он (Кнут) знал, что они лгали и колебались между двумя сторонами с мошенническим сопротивлением». Encomium также говорит, что Кнуд приказал графу Эрику Хоконссону «заплатить этому человеку то, что мы ему должны», и он отрубил ему голову топором.
Точная дата смерти Эдрика Стреоны не сообщается ни одним источником, но Иоанн Вустерский утверждает, что Кнуд отдал приказ в день Рождества, поэтому вполне вероятно, что он умер 25 декабря 1017 года. Кнуд приказал перебросить его тело через городскую стену и не погребать. Генрих Хантингдонский говорит, что голова Эдрика «была поставлена на шест на самой высокой стене Лондонского Тауэра». У Эдрика не было детей. Его положение в какой-то момент занял ЛеофрикЛеофрик, брат Нортмана, семья которого владела Мерсией до нормандского завоевания.

## Персонаж
он действительно был человеком низкого происхождения, но его гладкий язык принес ему богатство и высокое положение, и, одаренный тонким гением и убедительным красноречием, он превосходил всех своих современников в злобе и вероломстве, а также в гордости и жестокостиИоанн Вустерский, Chronicon ex Chronicis
.
Этот парень был отбросом человечества, упреком англичан; брошенный обжора, хитрый негодяй; который стал богатым не благодаря благородству, не из-за обманчивой речи и дерзости. Этот искусный лицемер, способный притвориться, что угодно, привык притворной верностью улавливать замыслы короля, чтобы предательски их разглашатьУильям Мальмсберийский, Gesta regum Anglorum
.

## В культуре
В 2005 году журнал BBC History назвал Эдрика Стреону худшим британцем XI века. Он фигурирует в качестве центрального злодея в анонимной пьесе Эдмунда Айронсайда, ныне являющейся частью апокрифов Шекспира. В этой пьесе Эдрик (так как его имя было латинизировано) — незаконнорожденный сын крестьянина, который поднимается до уровня графа посредством лжи и лести. Гордясь своим талантом к нечестности, он был бы рад видеть, что либо датчане, либо саксы правят Англией, но поддерживает датчан по соображениям личной целесообразности. Эдрик также является персонажем трагедии датского драматурга-романтика Адама Эленшлегера «Кнуд Великий» (1838).